# Felipe Garcia dos Prazeres
Felipe Garcia dos Prazeres, noto come Felipe Garcia (São Vicente, 10 gennaio 1988), è un calciatore brasiliano, portiere dell'ABC.

## Carriera

### Club
Cresce nel Santos, club con cui esordisce nel campionato brasiliano il 10 settembre 2006 e dove mette in luce le sue doti, vincendo anche due Campionati paulisti, nel 2006 e nel 2007.
Nell'estate del 2008, con il contratto in scadenza il 31 agosto, viene cercato da Milan e San Paolo, rivale del Santos alla ricerca del sostituto di Rogério Ceni, ma alla fine il giocatore preferisce rinnovare il contratto con il Santos.
Il 7 gennaio 2009 viene ceduto in prestito al Paraná, ma visto lo scarso utilizzo, il 7 aprile 2009, il Santos, squadra proprietaria del cartellino, decide di girarlo al Portuguesa Santista per permettergli di giocare con maggior continuità.
Il 13 maggio 2009, infine, il giocatore ritorna al Santos per via degli infortuni patiti dal portiere titolare Fábio Costa e dal secondo portiere Douglas.

## Palmarès

### Club

#### Competizioni statali
- Campionato paulista: 2

Santos: 2010, 2011
- Recopa Mineira: 1

Tombense: 2020

#### Competizioni nazionali
- Coppa del Brasile: 1

Santos: 2010

#### Competizioni internazionali
- Coppa Libertadores: 1

Santos: 2011